# Saison 1989-1990 du Football Club de Grenoble rugby
‌
Cette page présente la saison 1989-1990 du Football club de Grenoble rugby.
En quart de finale du championnat de France, le Racing CF arrache la prolongation dans les arrêts de jeu après que Grenoble se soit vu refuser un essai valable, et élimine le FCG de la course au titre.
Grenoble atteint aussi la finale du challenge du Manoir.
Stéphane Weller est sélectionné pour la première fois en équipe de France face à l’Australie.
Amoindri par des blessures à répétition, il ne connaîtra que 4 sélections avec les bleus.
Frédéric Vélo est sélectionné contre l’Irlande pour le Tournoi des Cinq Nations mais n’entre pas en jeu,.

## Les matchs de la saison

### Poules de brassage (16 groupes de 5)
Grenoble termine premier de sa poule de brassage avec 8 victoires en 8 matchs:

### À domicile
- Grenoble-Paris UC 38-19
- Grenoble-Saint-Gaudens 35-3
- Grenoble-Hyères 53-9
- Grenoble-Montchanin 34-13

### À l’extérieur
- Paris UC-Grenoble 6-9
- Saint-Gaudens-Grenoble 12-16
- Hyères-Grenoble 7-38
- Montchanin-Grenoble 16-25

### Poules de qualification
Grenoble termine deuxième de la poule 1 derrière Dax avec 11 victoires et 3 défaites.

### À domicile
- Grenoble-Auch 28-3
- Grenoble-Chalon 41-6
- Grenoble-Colomiers 44-17
- Grenoble-La Rochelle 56-12
- Grenoble-Dax 19-18
- Grenoble-Paris UC 56-9
- Grenoble-Blagnac 38-6

### À l’extérieur
- Auch-Grenoble 13-31
- Chalon-Grenoble 15-6
- Colomiers-Grenoble 9-18
- La Rochelle-Grenoble 20-15
- Dax-Grenoble 20-9
- Paris UC-Grenoble 6-28
- Blagnac-Grenoble 9-20

## Classement des 4 poules de 8
Les équipes sont listées dans leur ordre de classement à l'issue de la première phase qualificative. Les noms en gras indiquent les équipes qui se sont qualifiées pour les 8e de finale.
| - US Dax - FC Grenoble - US Colomiers - FC Auch - RC Chalon - Stade rochelais - Blagnac SCR - Paris université club | - Racing club de France - CA Bègles-Bordeaux - AS Montferrand - Biarritz olympique - Aviron bayonnais - CS Bourgoin-Jallieu - SC Graulhet - SO Voiron |
| - SU Agen - RC Toulon - AS Béziers - RC Nîmes - RRC Nice - FC Lourdes - SA Hagetmau - US Cognac                     | - Stade toulousain - RC Narbonne - CA Brive - Castres olympique - Stadoceste tarbais - Tyrosse RCS - USA Perpignan - FCS Rumilly                      |

## 1/8ede finale
Les équipes dont le nom est en caractères gras sont qualifiées pour les quarts de finale.
| Équipe 1           | Équipe 2              | Match aller | Match retour |
| ------------------ | --------------------- | ----------- | ------------ |
| RC Nîmes           | Stade toulousain      | 6-13        | 3-33         |
| AS Béziers         | RC Narbonne           | 10-13       | 12-9         |
| Castres olympique  | Racing club de France | 6-9         | 6-40         |
| CA Brive           | FC Grenoble           | 19-12       | 0-28         |
| US Colomiers       | RC Toulon             | 6-3         | 12-30        |
| SU Agen            | FC Auch               | 45-3        | 28-3         |
| AS Montferrand     | CA Bègles-Bordeaux    | 31-18       | 12-21        |
| Biarritz olympique | US Dax                | 18-18       | 12-29        |

## Quarts de finale
Les équipes dont le nom est en caractères gras sont qualifiées pour les demi-finales.
| Équipe 1              | Équipe 2    | Résultat |
| --------------------- | ----------- | -------- |
| Stade toulousain      | RC Narbonne | 10-9     |
| Racing club de France | FC Grenoble | 27-21 ap |
| RC Toulon             | SU Agen     | 0-6      |
| AS Montferrand        | US Dax      | 34-12    |

## Demi-finales
| Équipe 1         | Équipe 2              | Résultat |
| ---------------- | --------------------- | -------- |
| Stade toulousain | Racing club de France | 14-21    |
| SU Agen          | AS Montferrand        | 9-3      |

## Finale
| Équipes | Racing club de France - SU Agen |
| Score   | 22-12                           |
| Date    | 26 mai 1990                     |
| Stade   | Parc des Princes                |
| Arbitre | Claude Debat                    |

## Challenge Yves Du Manoir
En challenge Yves du Manoir, Grenoble dispute aussi la finale perdue contre le RC Narbonne.

### À domicile
- Grenoble-Bourgoin 39-16
- Grenoble-Montferrand 15-10
- Grenoble-Brive 37-4

### À l’extérieur
- Bourgoin-Grenoble 15-12
- Montferrand-Grenoble 20-3
- Brive-Grenoble 6-18

Grenoble termine deuxième de sa poule dernière Montferrand.

### Phase finale
|  | Huitièmes de finale | Huitièmes de finale | Huitièmes de finale | Huitièmes de finale |             |             | Quarts de finale        | Quarts de finale        | Quarts de finale        | Quarts de finale        |  |  | Demi-finales        | Demi-finales        | Demi-finales        | Demi-finales        |  |  | Finale                            | Finale                            | Finale                            | Finale                            |
|  |                     |                     |                     |                     |             |             |                         |                         |                         |                         |  |  |                     |                     |                     |                     |  |  |                                   |                                   |                                   |                                   |
|  | 1989                | 1989                | 1989                | 1989                |             |             | 11 février 1990, Bègles | 11 février 1990, Bègles | 11 février 1990, Bègles | 11 février 1990, Bègles |  |  | 14 avril 1990, Agen | 14 avril 1990, Agen | 14 avril 1990, Agen | 14 avril 1990, Agen |  |  | 19 mai 1990, Stade du Hameau, Pau | 19 mai 1990, Stade du Hameau, Pau | 19 mai 1990, Stade du Hameau, Pau | 19 mai 1990, Stade du Hameau, Pau |
|  | US Dax              | US Dax              | 16                  | 16                  |             |             | 11 février 1990, Bègles | 11 février 1990, Bègles | 11 février 1990, Bègles | 11 février 1990, Bègles |  |  | 14 avril 1990, Agen | 14 avril 1990, Agen | 14 avril 1990, Agen | 14 avril 1990, Agen |  |  | 19 mai 1990, Stade du Hameau, Pau | 19 mai 1990, Stade du Hameau, Pau | 19 mai 1990, Stade du Hameau, Pau | 19 mai 1990, Stade du Hameau, Pau |
|  | US Dax              | US Dax              | 16                  | 16                  |             |             | 11 février 1990, Bègles | 11 février 1990, Bègles | 11 février 1990, Bègles | 11 février 1990, Bègles |  |  | 14 avril 1990, Agen | 14 avril 1990, Agen | 14 avril 1990, Agen | 14 avril 1990, Agen |  |  | 19 mai 1990, Stade du Hameau, Pau | 19 mai 1990, Stade du Hameau, Pau | 19 mai 1990, Stade du Hameau, Pau | 19 mai 1990, Stade du Hameau, Pau |
|  | USA Perpignan       | USA Perpignan       | 19                  | 9                   |             |             | 11 février 1990, Bègles | 11 février 1990, Bègles | 11 février 1990, Bègles | 11 février 1990, Bègles |  |  | 14 avril 1990, Agen | 14 avril 1990, Agen | 14 avril 1990, Agen | 14 avril 1990, Agen |  |  | 19 mai 1990, Stade du Hameau, Pau | 19 mai 1990, Stade du Hameau, Pau | 19 mai 1990, Stade du Hameau, Pau | 19 mai 1990, Stade du Hameau, Pau |
|  | USA Perpignan       | USA Perpignan       | 19                  | 9                   | US Dax      | US Dax      | 19                      | 19                      |                         |                         |  |  | 14 avril 1990, Agen | 14 avril 1990, Agen | 14 avril 1990, Agen | 14 avril 1990, Agen |  |  | 19 mai 1990, Stade du Hameau, Pau | 19 mai 1990, Stade du Hameau, Pau | 19 mai 1990, Stade du Hameau, Pau | 19 mai 1990, Stade du Hameau, Pau |
|  |                     |                     |                     |                     | US Dax      | US Dax      | 19                      | 19                      |                         |                         |  |  | 14 avril 1990, Agen | 14 avril 1990, Agen | 14 avril 1990, Agen | 14 avril 1990, Agen |  |  | 19 mai 1990, Stade du Hameau, Pau | 19 mai 1990, Stade du Hameau, Pau | 19 mai 1990, Stade du Hameau, Pau | 19 mai 1990, Stade du Hameau, Pau |
|  |                     |                     | AS Montferrand      | AS Montferrand      | 23          | 23          |                         |                         |                         |                         |  |  | 14 avril 1990, Agen | 14 avril 1990, Agen | 14 avril 1990, Agen | 14 avril 1990, Agen |  |  | 19 mai 1990, Stade du Hameau, Pau | 19 mai 1990, Stade du Hameau, Pau | 19 mai 1990, Stade du Hameau, Pau | 19 mai 1990, Stade du Hameau, Pau |
|  |                     |                     |                     |                     | 23          | 23          |                         |                         |                         |                         |  |  | 14 avril 1990, Agen | 14 avril 1990, Agen | 14 avril 1990, Agen | 14 avril 1990, Agen |  |  | 19 mai 1990, Stade du Hameau, Pau | 19 mai 1990, Stade du Hameau, Pau | 19 mai 1990, Stade du Hameau, Pau | 19 mai 1990, Stade du Hameau, Pau |
|  |                     | 11 février 1990     |                     |                     |             |             |                         |                         |                         |                         |  |  | 14 avril 1990, Agen | 14 avril 1990, Agen | 14 avril 1990, Agen | 14 avril 1990, Agen |  |  | 19 mai 1990, Stade du Hameau, Pau | 19 mai 1990, Stade du Hameau, Pau | 19 mai 1990, Stade du Hameau, Pau | 19 mai 1990, Stade du Hameau, Pau |
|  |                     |                     |                     |                     |             |             |                         |                         |                         |                         |  |  | 14 avril 1990, Agen | 14 avril 1990, Agen | 14 avril 1990, Agen | 14 avril 1990, Agen |  |  | 19 mai 1990, Stade du Hameau, Pau | 19 mai 1990, Stade du Hameau, Pau | 19 mai 1990, Stade du Hameau, Pau | 19 mai 1990, Stade du Hameau, Pau |
|  | AS Montferrand      | AS Montferrand      | 7                   | 7                   |             |             |                         |                         |                         |                         |  |  |                     |                     |                     |                     |  |  | 19 mai 1990, Stade du Hameau, Pau | 19 mai 1990, Stade du Hameau, Pau | 19 mai 1990, Stade du Hameau, Pau | 19 mai 1990, Stade du Hameau, Pau |
|  | AS Montferrand      | AS Montferrand      | 7                   | 7                   |             |             |                         |                         |                         |                         |  |  |                     |                     |                     |                     |  |  | 19 mai 1990, Stade du Hameau, Pau | 19 mai 1990, Stade du Hameau, Pau | 19 mai 1990, Stade du Hameau, Pau | 19 mai 1990, Stade du Hameau, Pau |
|  |                     |                     | RC Narbonne         | RC Narbonne         | 15          | 15          |                         |                         |                         |                         |  |  |                     |                     |                     |                     |  |  | 19 mai 1990, Stade du Hameau, Pau | 19 mai 1990, Stade du Hameau, Pau | 19 mai 1990, Stade du Hameau, Pau | 19 mai 1990, Stade du Hameau, Pau |
|  |                     |                     |                     |                     | 15          | 15          |                         |                         |                         |                         |  |  |                     |                     |                     |                     |  |  | 19 mai 1990, Stade du Hameau, Pau | 19 mai 1990, Stade du Hameau, Pau | 19 mai 1990, Stade du Hameau, Pau | 19 mai 1990, Stade du Hameau, Pau |
|  |                     | 15 avril 1990       |                     |                     |             |             |                         |                         |                         |                         |  |  |                     |                     |                     |                     |  |  | 19 mai 1990, Stade du Hameau, Pau | 19 mai 1990, Stade du Hameau, Pau | 19 mai 1990, Stade du Hameau, Pau | 19 mai 1990, Stade du Hameau, Pau |
|  |                     |                     |                     |                     |             |             |                         |                         |                         |                         |  |  |                     |                     |                     |                     |  |  | 19 mai 1990, Stade du Hameau, Pau | 19 mai 1990, Stade du Hameau, Pau | 19 mai 1990, Stade du Hameau, Pau | 19 mai 1990, Stade du Hameau, Pau |
|  | Aviron bayonnais    | Aviron bayonnais    | 12                  | 12                  |             |             |                         |                         |                         |                         |  |  |                     |                     |                     |                     |  |  | 19 mai 1990, Stade du Hameau, Pau | 19 mai 1990, Stade du Hameau, Pau | 19 mai 1990, Stade du Hameau, Pau | 19 mai 1990, Stade du Hameau, Pau |
|  | Aviron bayonnais    | Aviron bayonnais    | 12                  | 12                  |             |             |                         |                         |                         |                         |  |  |                     |                     |                     |                     |  |  | 19 mai 1990, Stade du Hameau, Pau | 19 mai 1990, Stade du Hameau, Pau | 19 mai 1990, Stade du Hameau, Pau | 19 mai 1990, Stade du Hameau, Pau |
|  |                     |                     | RC Narbonne         | RC Narbonne         | 15          | 15          |                         |                         |                         |                         |  |  |                     |                     |                     |                     |  |  | 19 mai 1990, Stade du Hameau, Pau | 19 mai 1990, Stade du Hameau, Pau | 19 mai 1990, Stade du Hameau, Pau | 19 mai 1990, Stade du Hameau, Pau |
|  |                     |                     |                     |                     | 15          | 15          |                         |                         |                         |                         |  |  |                     |                     |                     |                     |  |  | 19 mai 1990, Stade du Hameau, Pau | 19 mai 1990, Stade du Hameau, Pau | 19 mai 1990, Stade du Hameau, Pau | 19 mai 1990, Stade du Hameau, Pau |
|  |                     | 11 février 1990     |                     |                     |             |             |                         |                         |                         |                         |  |  |                     |                     |                     |                     |  |  | 19 mai 1990, Stade du Hameau, Pau | 19 mai 1990, Stade du Hameau, Pau | 19 mai 1990, Stade du Hameau, Pau | 19 mai 1990, Stade du Hameau, Pau |
|  |                     |                     |                     |                     |             |             |                         |                         |                         |                         |  |  |                     |                     |                     |                     |  |  | 19 mai 1990, Stade du Hameau, Pau | 19 mai 1990, Stade du Hameau, Pau | 19 mai 1990, Stade du Hameau, Pau | 19 mai 1990, Stade du Hameau, Pau |
|  | RC Narbonne         | RC Narbonne         | 24                  | 24                  |             |             |                         |                         |                         |                         |  |  |                     |                     |                     |                     |  |  |                                   |                                   |                                   |                                   |
|  | RC Narbonne         | RC Narbonne         | 24                  | 24                  | 1989        |             |                         |                         |                         |                         |  |  |                     |                     |                     |                     |  |  |                                   |                                   |                                   |                                   |
|  |                     |                     | FC Grenoble         | FC Grenoble         | 19          | 19          |                         |                         |                         |                         |  |  |                     |                     |                     |                     |  |  |                                   |                                   |                                   |                                   |
|  | FC Grenoble         | FC Grenoble         | FC Grenoble         | FC Grenoble         | 19          | 19          | 20                      | 31                      |                         |                         |  |  |                     |                     |                     |                     |  |  |                                   |                                   |                                   |                                   |
|  | FC Grenoble         | FC Grenoble         |                     |                     |             |             |                         | 31                      |                         |                         |  |  |                     |                     |                     |                     |  |  |                                   |                                   |                                   |                                   |
|  | SC Graulhet         | SC Graulhet         | 20                  | 15                  |             |             |                         |                         |                         |                         |  |  |                     |                     |                     |                     |  |  |                                   |                                   |                                   |                                   |
|  | SC Graulhet         | SC Graulhet         | 20                  | 15                  | FC Grenoble | FC Grenoble | 24                      | 24                      |                         |                         |  |  |                     |                     |                     |                     |  |  |                                   |                                   |                                   |                                   |
|  |                     |                     |                     |                     | FC Grenoble | FC Grenoble | 24                      | 24                      |                         |                         |  |  |                     |                     |                     |                     |  |  |                                   |                                   |                                   |                                   |
|  |                     |                     | RC Toulon           | RC Toulon           | 9           | 9           |                         |                         |                         |                         |  |  |                     |                     |                     |                     |  |  |                                   |                                   |                                   |                                   |
|  |                     |                     |                     |                     | 9           | 9           |                         |                         |                         |                         |  |  |                     |                     |                     |                     |  |  |                                   |                                   |                                   |                                   |
|  |                     | 11 février 1990     |                     |                     |             |             |                         |                         |                         |                         |  |  |                     |                     |                     |                     |  |  |                                   |                                   |                                   |                                   |
|  |                     |                     |                     |                     |             |             |                         |                         |                         |                         |  |  |                     |                     |                     |                     |  |  |                                   |                                   |                                   |                                   |
|  | FC Grenoble         | FC Grenoble         | 19                  | 19                  |             |             |                         |                         |                         |                         |  |  |                     |                     |                     |                     |  |  |                                   |                                   |                                   |                                   |
|  | FC Grenoble         | FC Grenoble         | 19                  | 19                  |             |             |                         |                         |                         |                         |  |  |                     |                     |                     |                     |  |  |                                   |                                   |                                   |                                   |
|  |                     |                     | SU Agen             | SU Agen             | 10          | 10          |                         |                         |                         |                         |  |  |                     |                     |                     |                     |  |  |                                   |                                   |                                   |                                   |
|  |                     |                     |                     |                     | 10          | 10          |                         |                         |                         |                         |  |  |                     |                     |                     |                     |  |  |                                   |                                   |                                   |                                   |
|  |                     |                     |                     |                     |             |             |                         |                         |                         |                         |  |  |                     |                     |                     |                     |  |  |                                   |                                   |                                   |                                   |
|  |                     |                     |                     |                     |             |             |                         |                         |                         |                         |  |  |                     |                     |                     |                     |  |  |                                   |                                   |                                   |                                   |
|  | Stade toulousain    | Stade toulousain    | 12                  | 12                  |             |             |                         |                         |                         |                         |  |  |                     |                     |                     |                     |  |  |                                   |                                   |                                   |                                   |
|  | Stade toulousain    | Stade toulousain    | 12                  | 12                  | 1989        |             |                         |                         |                         |                         |  |  |                     |                     |                     |                     |  |  |                                   |                                   |                                   |                                   |
|  |                     |                     | SU Agen             | SU Agen             | 18          | 18          |                         |                         |                         |                         |  |  |                     |                     |                     |                     |  |  |                                   |                                   |                                   |                                   |
|  | SU Agen             | SU Agen             | SU Agen             | SU Agen             | 18          | 18          | 22                      | 3                       |                         |                         |  |  |                     |                     |                     |                     |  |  |                                   |                                   |                                   |                                   |
|  | SU Agen             | SU Agen             |                     |                     |             |             |                         | 3                       |                         |                         |  |  |                     |                     |                     |                     |  |  |                                   |                                   |                                   |                                   |
|  | AS Béziers          | AS Béziers          | 6                   | 16                  |             |             |                         |                         |                         |                         |  |  |                     |                     |                     |                     |  |  |                                   |                                   |                                   |                                   |
|  | AS Béziers          | AS Béziers          | 6                   | 16                  |             |             |                         |                         |                         |                         |  |  |                     |                     |                     |                     |  |  |                                   |                                   |                                   |                                   |
|  |                     |                     |                     |                     |             |             |                         |                         |                         |                         |  |  |                     |                     |                     |                     |  |  |                                   |                                   |                                   |                                   |

### Finale
| 19 mai 1990 | RC Narbonne | 24 – 19 (12 - 13) | FC Grenoble                                                                                             | Stade du Hameau, Pau 5 580 spectateurs Arbitre : M. Salles |
| 19 mai 1990 | Essai(s) : 1 essai de pénalité Transformation(s) : 1 transformation Pénalité(s) : 2 pénalités de J-M. Lescure Drop(s) : 4 drops de Lescure |                   | Essai(s) : 1 essai de Vélo Pénalité(s) : 3 pénalités de Vélo Drop(s) : 2 drops de Barthélémy et Mazille | Stade du Hameau, Pau 5 580 spectateurs Arbitre : M. Salles |
| 19 mai 1990 | |                   | | Stade du Hameau, Pau 5 580 spectateurs Arbitre : M. Salles |

| RC Narbonne Titulaires Clavières 15 Fabre 14 Frenzel 13 Durand 12 Bullich 11 J-M. Lescure 10 Sanz 9 Chamayou 8 Delpoux 7 Bertrand 6 Hufschmidt 5 Bourguignon 4 J-C. Pinéda 3 Nivelle 2 J-J. Pinéda 1 Remplaçants Racine Entraîneur H. Ferrero |  | FC Grenoble Titulaires 15 Vélo 14 Weller 13 Gély 12 Picard 11 Ph. Meunier 10 Barthélémy 9 Mazille 8 Monteil 7 Géraci 6 Brunat 5 Chaffardon 4 W. Pepelnjak 3 Alexandre 2 Cantin 1 Romand Remplaçants X Entraîneur M. Ringeval |

## Entraîneur
L'équipe professionnelle est encadrée par
| Nom             | Poste      | Nationalité |
| --------------- | ---------- | ----------- |
| Michel Ringeval | Entraîneur | France      |

## Effectif de la saison 1989-1990
| Nom                   | Poste                  | Naissance        | Nationalité |
| --------------------- | ---------------------- | ---------------- | ----------- |
| Jean-Claude Alexandre | Pilier                 | 19 juin 1958     | France      |
| Yves Menetrier        | Pilier                 | 28 octobre 1965  | France      |
| Olivier Pataud        | Pilier                 | -                | France      |
| Thierry Piton         | Pilier                 | 16 mai 1966      | France      |
| Jean-Marc Romand      | Pilier                 | 27 mars 1957     | France      |
| Jean-Philippe Cantin  | Talonneur              | 3 août 1966      | France      |
| Éric Ferruit          | Talonneur              | 10 juillet 1962  | France      |
| Hervé Chaffardon      | Deuxième ligne         | 27 août 1965     | France      |
| Franz Jolmès          | Deuxième ligne         | 13 juin 1968     | France      |
| Frédéric Nibelle      | Deuxième ligne         | 6 juin 1966      | France      |
| Bernard Parendel      | Deuxième ligne         | 30 juin 1959     | France      |
| Willy Pepelnjak       | Deuxième ligne         | 21 mai 1961      | France      |
| Gilbert Brunat        | Troisième ligne aile   | 28 janvier 1958  | France      |
| Olivier Canavy        | Troisième ligne aile   | 31 mai 1968      | France      |
| Michel Malafosse      | Troisième ligne aile   | 23 juin 1966     | France      |
| Christophe Monteil    | Troisième ligne aile   | 31 décembre 1961 | France      |
| Jean-Yves Morel       | Troisième ligne aile   | 10 février 1969  | France      |
| Frédéric Simiand      | Troisième ligne aile   | 8 octobre 1967   | France      |
| Stéphane Geraci       | Troisième ligne centre | 3 août 1966      | France      |
| Lionel Enselmoz       | Demi de mêlée          | 13 décembre 1967 | France      |
| Dominique Mazille     | Demi de mêlée          | 10 décembre 1961 | France      |
| Patrick Barthélémy    | Demi d'ouverture       | 7 octobre 1963   | France      |
| Alain Gély            | Centre                 | 25 janvier 1963  | France      |
| Thierry Picard        | Centre                 | 16 juillet 1965  | France      |
| Jean-Philippe Rey     | Centre                 | 25 mai 1963      | France      |
| Gilles Bonniot        | Ailier                 | -                | France      |
| Michel Chiecchino     | Ailier                 | 10 décembre 1967 | France      |
| Philippe Meunier      | Ailier                 | 19 juin 1963     | France      |
| Stéphane Weller       | Ailier                 | 13 juin 1966     | France      |
| Stéphane Trouilloud   | Arrière                | 6 février 1969   | France      |
| Frédéric Vélo         | Arrière                | 4 janvier 1966   | France      |

### Équipe-Type
1. Yves Ménétrier  2. Jean-Philippe Cantin 3. Jean-Marc Romand 

4. Willy Pepelnjak  5. Hervé Chaffardon 

6. Gilbert Brunat 8. Stéphane Geraci 7. Christophe Monteil 

9. Dominique Mazille 10. Patrick Barthélémy 

11. Philippe Meunier 12. Thierry Picard 13. Alain Gély 14. Stéphane Weller 

15. Frédéric Vélo 